# 兵庫県高等学校一覧
| 総数                             | 213校・2分校     |
| 国立                             | 1校              |
| 公立                             | 160校・2分校     |
| 私立                             | 52校             |
| 教育委員会所在地                 | 〒650-8567       |
| 兵庫県神戸市中央区下山手通5-10-1 |                  |
| 公式サイト                       | 兵庫県教育委員会 |

兵庫県高等学校一覧（ひょうごけんこうとうがっこういちらん）は、兵庫県の高等学校および中等教育学校（後期課程）の一覧。

## 国立高等学校・中等教育学校
- 神戸大学附属中等教育学校

## 公立高等学校・中等教育学校

### 全日制課程
太字の学校は所在地にかかわらず、現行では定員の全員が県下全域から出願可能である。

#### 第1学区
神戸市、芦屋市、洲本市、淡路市、南あわじ市
- 兵庫県立神戸高等学校
- 兵庫県立御影高等学校
- 兵庫県立芦屋高等学校
- 兵庫県立東灘高等学校
- 兵庫県立国際高等学校
- 兵庫県立芦屋国際中等教育学校
- 神戸市立葺合高等学校
- 神戸市立六甲アイランド高等学校
- 神戸市立科学技術高等学校
- 兵庫県立兵庫高等学校
- 兵庫県立夢野台高等学校
- 兵庫県立神戸鈴蘭台高等学校
- 兵庫県立北神戸総合高等学校
- 兵庫県立兵庫工業高等学校
- 神戸市立神港橘高等学校
- 兵庫県立長田高等学校
- 兵庫県立星陵高等学校
- 兵庫県立北須磨高等学校
- 兵庫県立神戸学園都市高等学校
- 兵庫県立須磨東高等学校
- 兵庫県立須磨友が丘高等学校
- 兵庫県立舞子高等学校
- 兵庫県立神戸高塚高等学校
- 兵庫県立神戸商業高等学校
- 神戸市立須磨翔風高等学校
- 兵庫県立洲本高等学校
- 兵庫県立津名高等学校
- 兵庫県立洲本実業高等学校
- 兵庫県立淡路高等学校
- 兵庫県立淡路三原高等学校

#### 第2学区
尼崎市、西宮市、宝塚市、伊丹市、川西市、川辺郡、三田市、丹波篠山市、丹波市
- 兵庫県立尼崎稲園高等学校
- 兵庫県立尼崎北高等学校
- 兵庫県立尼崎小田高等学校
- 兵庫県立尼崎高等学校
- 兵庫県立尼崎西高等学校
- 兵庫県立尼崎工業高等学校
- 兵庫県立武庫荘総合高等学校
- 尼崎市立尼崎高等学校
- 尼崎市立尼崎双星高等学校
- 西宮市立西宮高等学校
- 西宮市立西宮東高等学校
- 兵庫県立西宮高等学校
- 兵庫県立鳴尾高等学校
- 兵庫県立西宮苦楽園高等学校
- 兵庫県立西宮今津高等学校
- 兵庫県立西宮南高等学校
- 兵庫県立宝塚北高等学校
- 兵庫県立宝塚西高等学校
- 兵庫県立宝塚高等学校
- 兵庫県立宝塚東高等学校
- 兵庫県立川西緑台高等学校
- 兵庫県立川西北陵高等学校
- 兵庫県立伊丹高等学校
- 兵庫県立川西明峰高等学校
- 兵庫県立伊丹北高等学校
- 兵庫県立猪名川高等学校
- 兵庫県立伊丹西高等学校
- 伊丹市立伊丹高等学校
- 兵庫県立北摂三田高等学校
- 兵庫県立三田祥雲館高等学校
- 兵庫県立三田西陵高等学校
- 兵庫県立篠山鳳鳴高等学校
- 兵庫県立篠山産業高等学校
- 兵庫県立篠山東雲高等学校
- 兵庫県立柏原高等学校
- 兵庫県立有馬高等学校
- 兵庫県立氷上高等学校
- 兵庫県立氷上西高等学校 - 連携型中高一貫教育校

#### 第3学区
明石市、加古川市、高砂市、加古郡、小野市、三木市、加東市、加西市、西脇市、多可郡
- 兵庫県立明石北高等学校
- 兵庫県立明石城西高等学校
- 兵庫県立明石高等学校
- 兵庫県立明石西高等学校
- 兵庫県立明石清水高等学校
- 兵庫県立明石南高等学校
- 明石市立明石商業高等学校
- 兵庫県立加古川東高等学校
- 兵庫県立加古川西高等学校
- 兵庫県立東播磨高等学校
- 兵庫県立加古川北高等学校
- 兵庫県立高砂南高等学校
- 兵庫県立加古川南高等学校
- 兵庫県立播磨南高等学校
- 兵庫県立高砂高等学校
- 兵庫県立松陽高等学校
- 兵庫県立農業高等学校
- 兵庫県立東播工業高等学校
- 兵庫県立小野高等学校
- 兵庫県立三木高等学校
- 兵庫県立西脇高等学校
- 兵庫県立北条高等学校
- 兵庫県立三木総合高等学校
- 兵庫県立社高等学校
- 兵庫県立多可高等学校
- 兵庫県立西脇工業高等学校
- 兵庫県立小野工業高等学校
- 兵庫県立播磨農業高等学校

#### 第4学区
姫路市、神崎郡、たつの市、相生市、赤穂市、宍粟市、揖保郡、赤穂郡、佐用郡
県立佐用高等学校では隣県特例により、岡山県美作市（旧大原町・旧東粟倉村）・英田郡西粟倉村からも出願可能である。
- 兵庫県立姫路西高等学校
- 兵庫県立姫路東高等学校
- 兵庫県立姫路飾西高等学校
- 兵庫県立姫路海稜高等学校
- 兵庫県立姫路南高等学校
- 兵庫県立網干高等学校
- 兵庫県立家島高等学校
- 兵庫県立播磨福崎高等学校
- 兵庫県立姫路別所高等学校
- 兵庫県立香寺高等学校
- 兵庫県立神崎高等学校
- 兵庫県立姫路商業高等学校
- 兵庫県立姫路工業高等学校
- 兵庫県立飾磨工業高等学校
- 姫路市立姫路高等学校
- 姫路市立琴丘高等学校
- 姫路市立飾磨高等学校
- 兵庫県立龍野高等学校
- 兵庫県立赤穂高等学校
- 兵庫県立相生高等学校
- 兵庫県立山崎高等学校
- 兵庫県立佐用高等学校
- 兵庫県立太子高等学校
- 兵庫県立龍野北高等学校
- 兵庫県立上郡高等学校
- 兵庫県立伊和高等学校
- 兵庫県立千種高等学校 - 連携型中高一貫教育校
- 兵庫県立相生産業高等学校
- 兵庫県立大学附属高等学校 - 併設型中高一貫教育校

#### 第5学区
豊岡市、美方郡、養父市、朝来市
第5学区では進学連携校方式により、※印の各校では連携中学校がそれぞれ指定され、普通科一般入試では連携外の中学校からの合格者は募集定員の18%以内に限られる。
- 兵庫県立豊岡高等学校※
- 兵庫県立豊岡総合高等学校
- 兵庫県立日高高等学校
- 兵庫県立出石高等学校※
- 兵庫県立浜坂高等学校※
- 兵庫県立香住高等学校※
- 兵庫県立八鹿高等学校※
- 兵庫県立但馬農業高等学校
- 兵庫県立生野高等学校※
- 兵庫県立和田山高等学校
- 兵庫県立村岡高等学校※

### 定時制課程
定時制課程のみの高等学校と、全日制・定時制課程を併設している高等学校の一覧
- 兵庫県立神戸工業高等学校 - 県立兵庫工業高等学校に併設
- 兵庫県立湊川高等学校 - 県立兵庫高等学校に併設
- 兵庫県立長田商業高等学校 - 県立長田高等学校に併設
- 兵庫県立神崎工業高等学校 - 県立尼崎工業高等学校に併設
- 兵庫県立有馬高等学校
- 兵庫県立錦城高等学校 - 県立明石南高等学校に併設
- 兵庫県立農業高等学校
- 兵庫県立松陽高等学校
- 兵庫県立小野工業高等学校
- 兵庫県立姫路北高等学校 - 県立姫路東高等学校に併設
- 兵庫県立龍野北高等学校
- 兵庫県立相生産業高等学校
- 兵庫県立赤穂高等学校
- 兵庫県立豊岡高等学校
- 兵庫県立洲本高等学校
- 神戸市立楠高等学校 - 市立湊川中学校に併設
- 神戸市立摩耶兵庫高等学校
- 神戸市立神戸工科高等学校 - 市立科学技術高等学校に併設
- 尼崎市立琴ノ浦高等学校

### 多部制・単位制課程
- 兵庫県立西宮香風高等学校
- 兵庫県立西脇北高等学校
- 兵庫県立阪神昆陽高等学校

### 通信制課程
- 兵庫県立青雲高等学校 - 県立長田高等学校に併設。
- 兵庫県立網干高等学校 - 全日制に併設。県立豊岡高等学校・県立川西高等学校・県立西脇北高等学校が協力校としてスクーリング（面接授業）の生徒を受け入れている。

## 私立高等学校

### 共学校
阪神地区
- 芦屋学園高等学校
- 関西学院高等部
- 仁川学院高等学校
- 雲雀丘学園高等学校

神戸地区
- 育英高等学校
- 啓明学院高等学校
- 神戸学院大学附属高等学校
- 神戸弘陵学園高等学校
- 神戸国際大学附属高等学校
- 神戸星城高等学校
- 神戸第一高等学校
- 神戸野田高等学校
- 神戸龍谷高等学校
- 夙川高等学校
- 神港学園高等学校
- 須磨学園高等学校
- 滝川第二高等学校
- 滝川高等学校
- 神戸山手グローバル高等学校

丹有地区

- 三田松聖高等学校
- 三田学園高等学校

播磨地区
- 相生学院高等学校（通信制）
- 市川高等学校
- 白陵高等学校
- 東洋大学附属姫路高等学校
- 日ノ本学園高等学校

但馬地区

- 生野学園高等学校
- 近畿大学附属豊岡高等学校
- 第一学院高等学校養父本校（通信制）

淡路地区
- 柳学園蒼開高等学校
- AIE国際高等学校（通信制）

### 男子校
- 甲南高等学校
- 彩星工科高等学校
- 甲陽学院高等学校
- 淳心学院高等学校
- 灘高等学校
- 報徳学園高等学校
- 六甲学院高等学校

### 女子校
- 愛徳学園高等学校
- 小林聖心女子学院高等学校
- 賢明女子学院高等学校
- 甲子園学院高等学校
- 神戸海星女子学院高等学校
- 神戸国際高等学校
- 神戸女学院高等学部
- 神戸常盤女子高等学校
- 甲南女子高等学校
- 松蔭高等学校
- 親和女子高等学校
- 兵庫大学附属須磨ノ浦高等学校
- 園田学園高等学校
- 姫路女学院高等学校
- 武庫川女子大学附属高等学校
- 百合学院高等学校

### サポート校
- 神戸YMCA高等学院
- 姫路YMCA高等学院
- 日本福祉高等教育学校

### 高等専修学校
- 甲英学院国際ビジネス高等専修学校
- 商業実務専門学校東亜リフレックスクール長田校
- 大岡学園高等専修学校
- 三田モードビジネス専門学校
- 姫路経理ビジネス専門学校
- 育成調理師専門学校
- 平田調理専門学校
- 専門学校神戸カレッジ・オブ・ファッション